# Acllahuasi

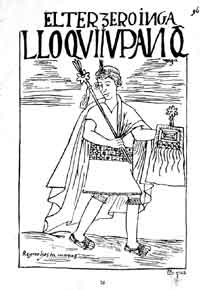
Król Lloque Yupanqui, zgodnie z tradycją założyciel pierwszego Acllahuasi w Cuzco

Acllahuasi (z kecz. Dom Wybranych Kobiet, znany również jako klasztor dziewic Słońca) – funkcjonująca w Imperium Inków instytucja religijna, będąca formą żeńskiej wspólnoty monastycznej, skupiająca grupę żyjących w celibacie mniszek (Kobiet Wybranych, kecz. Aclla Cuna), których zadaniem było pełnienie służby w miejscach kultu religijnego, opieka nad świętym ogniem raymi oraz świadczenie rozmaitych posług na rzecz świątyń i osoby króla. Zgodnie z podaniem założycielem pierwszego konwentu Acllahuasi w Cuzco był król Lloque Yupanqui (ok. 1260 – ok. 1290).
Do Acllahuasi przyjmowane były dziewczynki ok. 10 roku życia, wybrane na drodze corocznej, odbywającej się w całym państwie przymusowej selekcji. Nowicjuszki wysyłano następnie do znajdujących się w każdym większych mieście klasztorów, gdzie pod okiem starszych opiekunek, zwanych mamacuna uczyły się one służby świątynnej, w tym sporządzania szat dla króla, arystokracji i strojów liturgicznych dla kapłanów, oraz wypieku używanego w ceremoniach religijnych ofiarnego pieczywa. W przypadku nadzwyczajnych wydarzeń, takich jak śmierć króla, bądź dotkliwy nieurodzaj, spośród mniszek wybierano jedną, która składana była w ofierze na szczycie góry. Były to jednak w Imperium Inków rzadkie przypadki.
Kobiety Wybrane, jako poświęcone bogu słońca Inti zobowiązane były do zachowania podczas służby w klasztorze celibatu, za którego złamanie groziła mniszce kara śmierci poprzez zakopanie żywcem, natomiast jej kochankowi powieszenie. Rygorystyczne przepisy zabraniały mężczyznom samego przebywania na terenie klasztoru pod groźbą tortur i śmierci. Jedyny wyjątek dotyczył osoby króla, który jako Syn Słońca miał prawo do brania sobie spośród mniszek nałożnic, co uważane było za akt religijny i w pewnym sensie wręcz obowiązek monarchy. Kobieta wybrana przez króla nie powracała już do klasztoru, lecz zapewniano jej dostatnie życie na koszt państwa. Podobny los spotykał mniszki, które po osiągnięciu odpowiedniego wieku zwalniane były ze ślubów czystości i postanawiały opuścić klasztor.
Klasztorów Aclahuasi w imperium Inków funkcjonowało kilkaset, w samym stołecznym konwencie (po podboju przez hiszpańskich konkwistadorów zamienionym w katolicki klasztor św. Katarzyny) zamieszkiwało ok. 1500 mniszek.